# Stara Gora (Nova Gorica)
Stara Gora szórványtelepülés Nyugat-Szlovéniában, Goriška régióban, az Rožna Dolinától délkeletre, Nova Gorica községben található. Nova Gorica városi temetői közül az egyik a település határában fekszik.

## Fordítás
- Ez a szócikk részben vagy egészben  a   stara Gora, Nova Gorica című angol Wikipédia-szócikk ezen változatának fordításán alapul.  Az eredeti cikk szerkesztőit annak laptörténete sorolja fel. Ez a jelzés csupán a megfogalmazás eredetét és a szerzői jogokat jelzi, nem szolgál a cikkben szereplő információk forrásmegjelöléseként.